# Le Bosc-Renoult
Le Bosc-Renoult – miejscowość i gmina we Francji, w regionie Normandia, w departamencie Orne.
Według danych na rok 1990 gminę zamieszkiwały 212 osoby, a gęstość zaludnienia wynosiła 17 osób/km² (wśród 1815 gmin Dolnej Normandii Bosc-Renoult plasuje się na 674. miejscu pod względem liczby ludności, natomiast pod względem powierzchni na miejscu 359.).